# Carl Oeste
Carl Oeste (* 20. Januar 1832 in Bischhausen; † 19. April 1898 in Vacha) war ein deutscher Politiker.

## Leben
Als Sohn eines Gutsbesitzers geboren, studierte Oeste Kameralwissenschaften in Jena. Während seines Studiums wurde er 1850 Mitglied der Burschenschaft Teutonia Jena. Nach seinem Studium wurde er 1852 Gutsbesitzer in Gethsemane bei Vacha. In Vacha war er von 1869 bis 1890 Bürgermeister. Er war Abgeordneter im Landtag des Großherzogtums Sachsen-Weimar-Eisenach.